# Notre-Dame-du-Hamel
Notre-Dame-du-Hamel – miejscowość i gmina we Francji, w regionie Normandia, w departamencie Eure.
Według danych na rok 1990 gminę zamieszkiwało 186 osób, a gęstość zaludnienia wynosiła 14 osób/km² (wśród 1421 gmin Górnej Normandii Notre-Dame-du-Hamel plasuje się na 715 miejscu pod względem liczby ludności, natomiast pod względem powierzchni na miejscu 197).